# Базили, Константин Михайлович
Константи́н Миха́йлович Бази́ли (3 (15) февраля 1809 — 10 (22) февраля 1884, Одесса) — русский востоковед, путешественник и дипломат греческого происхождения.

## Биография
Родился в 1809 году в Константинополе, но после восстания 1821 года (Греческая революция) семья его бежала в Россию. В 1822—1827 году учился в Нежинской гимназии, здесь он подружился с Н. В. Гоголем; в 1827—1830 — в Ришельевском лицее и в 20 лет поступил на дипломатическую службу в эскадру адмирала Рикорда.
В 1833 году он был переведён в Петербург в министерство иностранных дел, в 1837 году был отправлен на Кавказ секретарём комиссии для составления положения об управлении Закавказским краем. В Петербургский период жизни он участвовал в ряде периодических изданий, писал для первого русского «Энциклопедического лексикона» А. А. Плюшара статьи, большей частью посвященные Востоку, приступил к написанию своих первых крупных работ: в 1834 году вышло большое двухтомное сочинение «Архипелаг и Греция в 1830 и 1831 гг.». В «Журнале Министерства народного просвещения» опубликовал две статьи (1836. № 1, 6).
В начале 1839 года получил назначение российским консулом в Сирию и Палестину, в 1844 году стал генеральным консулом и оставался в этом звании до 1853 года, то есть до начала Крымской войны. В бейрутском доме Базили останавливались во время пребывания в Ливане Н. В. Гоголь, поэт П. А. Вяземский, начальник русской духовной миссии Порфирий Успенский. Базили составлял научную библиотеку, собирал арабские рукописи, которые отправлял затем в Петербург.
В 1855 году Базили состоял при русском посланнике на конференции в Вене; в 1856 году — на Парижском конгрессе при князе Орлове.
К 1847 году в монастыре Илии Пророка в Шувейре он закончил свой главный труд — «Сирия и Палестина под турецким правительством», но книга не была опубликована по цензурным соображениям. Попытка издания 1854 года также не удалась и главное сочинение Базили было издано только в 1862 году в Одессе. Специалисты утверждают, что Базили разбирался в скрытых пружинах ливано-сирийской политики едва ли не лучше всех своих европейских коллег. Большая советская энциклопедия называет книгу как «одно из наиболее серьёзных исследований этих стран в 19 в.» и утверждает, что Базили в своих исторических взглядах испытал влияние Ф. Гизо и О. Тьерри.
После выходе в отставку с дипломатической службы в 1860 году Базили был членом Правления Херсонского земельного банка, исполнял обязанности земского гласного Одесского уезда, был председателем совета мировых судей.

## Список работ
- Архипелаг и Греция в 1830 и 1831 годах / Соч. Константина Базили. Ч. 1—2. — Санкт-Петербург: тип. Н. Греча, 1834. — 2 т.
- Очерки Константинополя / сочинение Константина Базили. Ч. 1. — Санкт-Петербург: тип. Н. Греча, 1835. — XX, 276 с.
- Очерки Константинополя  сочинение Константина Базили. Ч. 2. — Санкт-Петербург: тип. Н. Греча, 1835. — III, 285 с.
- Босфор и новые очерки Константинополя. Ч. 1.: соч. Константина Базили, с четырьмя гравированными рис. из альбома Карла Павловича Брюлова. — Санкт-Петербург: тип. Н. Греча, 1836. — 312 с.
- Босфор и новые очерки Константинополя Ч. 2.: соч. Константина Базили, с четырьмя гравированными рис. из альбома Карла Павловича Брюлова. — Санкт-Петербург: тип. Н. Греча, 1836. — 276 с.
- Lettre sur l'etat de ila Turquie et la crise actuelle, Paris, 1853.
- La guerre d'Orient ses causes et ses consequences. Par un habitant de l'Europe continentale, Bruxelles, 1854.
- L'Autriche et l'Allemagne dans la question d'Orient, janvier 1856, Bruxelles.
- L'Autriche dans les principautes danubiennes, Paris, 1858.
- Сирия и Палестина под турецким правительством в историческом и политическом отношениях. Ч. 1. / Соч. К. Базили. — Одесса: тип. Л. Нитче, 1862. — XXIV, 408 с., 1 л. карт.
- Сирия и Палестина под турецким правительством в историческом и политическом отношениях. Ч. 1. / Соч. К. Базили. — Одесса: тип. Л. Нитче, 1862. — [4], 346, II с.                      
Письмо в Париж о нынешнем состоянии Турции и о политическом кризисе на Востоке. — Санкт-Петербург: тип. Имп. Акад. наук, 1854. — [2], 115 с.
- L'Empire ottoman 1839—1877. L'Angleterre et la Russie dans la question d'Orient. Par un ancien diplomate, Paris, 1877.
- О чумной заразительности и о предохранительных средствах: Беседа К. М. Базили, почет. чл. О-ва попечения больных и раненых воинов. — Одесса: Франко-рус. тип. Л. Даникана, 1879. — [4], 42 с.
- Беседа о конституции и о применении представительных начал в государственном управлении / К. М. Базили. — Одесса: тип. Е. Деранкова, 1881. — [4], 68 с.
- «Записка по еврейскому вопросу» (Одесса, 1881).

Переиздания:
- Очерки Константинополя; Босфор и новые очерки Константинополя / Константин Михайлович Базили. — Москва: Индрик, 2006 (М.: Типография «Наука»). — 463 с. — (Восточнохристианский мир). — ISBN 5-85759-356-5
- Сирия и Палестина под турецким правительством в историческом и политическом отношениях / [Предисл. И. Смилянской]; Акад. наук СССР. Ин-т народов Азии. — Москва: Изд-во вост. лит., 1962. — 326 с., 2 л. ил.: карт.
- Сирия и Палестина под турецким правительством в историческом и политическом отношениях  / К. М. Базили ; Московский гос. ун-т им. М. В. Ломоносова, Ин-т стран Азии и Африки, Ассоц. «Мосты культуры / Гишрей Тарбут». — Москва: Мосты культуры; Иерусалим: Гешарим, 2007. — 607 с.: ил., табл. — ISBN 978-965-7382-09-7

Базили издал в Париже во время Берлинского конгресса ряд политических очерков под общим заглавием: «Questions du jour». Из журнальных статей Базили следует отметить: «Стамбульские оригиналы» («Библиотека для чтения», 1835, X), «Константинопольские библиотеки» (Журнал Мин. Нар. Пр., № 1836, ч. CLXXV), «Коринф» (ibid., 1836, кн. XI).